# Alexander Tilloch Galt

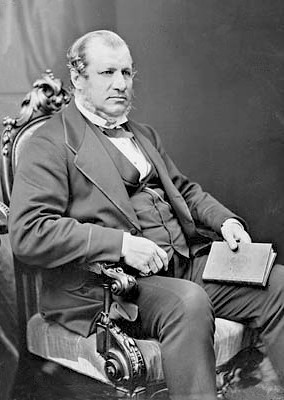
Alexander Tilloch Galt

Sir Alexander Tilloch Galt, GCMG, PC (* 6. September 1817 in Chelsea, Großbritannien; † 19. September 1893 in Montreal) war ein kanadischer Politiker und Unternehmer. In den 1850er Jahren förderte er maßgeblich den Eisenbahnbau im Osten Kanadas. Als einer der Väter der Konföderation gehört Galt zu den Wegbereitern des 1867 gegründeten kanadischen Bundesstaates. Von 1853 bis 1872 war er liberal-konservativer Abgeordneter im Unterhaus der Provinz Kanada und im kanadischen Unterhaus. Zwölf Jahre lang war er Finanzminister und damit einer der einflussreichsten Politiker überhaupt. Von 1880 bis 1883 amtierte er als kanadischer Hochkommissar in Großbritannien.
Die kanadische Regierung, vertreten durch den für das Historic Sites and Monuments Board of Canada zuständigen Minister, ehrte Galt am 24. Mai 1944 für sein Wirken und erklärte ihn zu einer „Person von nationaler historischer Bedeutung“.

## Biografie

### Unternehmer und Eisenbahnpionier
Der Sohn des Schriftstellers John Galt verbrachte seine Kindheit in London und in Schottland. 1828 zog er nach Oberkanada, wo der Vater die Canada Company gegründet hatte. Diese Gesellschaft bereitete die Besiedlung der Gegend um Guelph vor. Nach der Gründung der British American Land Company zog die Familie nach Sherbrooke. Galt begann in dieser Kolonisierungsgesellschaft seine berufliche Karriere, arbeitete 1842 ein Jahr lang am Londoner Hauptsitz und wurde 1843 zum operativen Leiter in Kanada bestimmt. Die erwirtschafteten Gewinne nutzte er, um Sherbrooke von einem kleinen Dorf zu einem industriellen Zentrum zu entwickeln.
1845 gründete Galt die Sherbrooke Cotton Factory, die erste Baumwollspinnerei und gleichzeitig die erste Aktiengesellschaft in der Provinz Kanada. Über sein weitläufiges Beziehungsnetz konnte er das benötigte Kapital für den Bau der Atlantic and St. Lawrence Railroad auftreiben, einer Bahnstrecke zwischen Portland und Montreal, die 1853 fertiggestellt wurde. Galt plante auch eine Bahnstrecke zwischen Montreal und Kingston, was jedoch den Plänen von Francis Hincks zuwiderlief. Um unnötige Konkurrenz zu vermeiden, vereinigten sie 1852 ihre Unternehmen in der Grand Trunk Railway. Zusammen mit Casimir Gzowski gründete Galt auch das Unternehmen C.S. Gzowski & Co., das den Bau der Strecke Toronto–Sarnia ausführte. Weitere Investitionen tätigte er in Bleiminen und Banken.

### Kolonial- und Bundespolitik
Galts politische Karriere begann im April 1849, als er per Akklamation zum Abgeordneten von Sherbrooke im Unterhaus der Provinz Kanada gewählt wurde. Er gehörte zu den Unterzeichnern des im Oktober und Dezember 1849 veröffentlichten Montrealer Annexionsmanifests. Bereits im Januar 1850 trat er als Abgeordneter zurück, da das rasch wachsende Eisenbahngeschäft zu viel Zeit in Anspruch nahm. Im Mai 1853 ließ er sich wieder ins Unterhaus wählen. Zu Beginn war er auf der Seite der Reformer, identifizierte sich aber mit der Zeit immer mehr mit den Konservativen. Generalgouverneur Edmund Walker Head wollte ihn im August 1858 mit der Bildung einer neuen Regierung beauftragen. Galt war jedoch überzeugt, er könne keine stabile Mehrheit auf seine Seite bringen. Stattdessen schlug er George-Étienne Cartier und John Macdonald als Co-Premierminister vor. Sie revanchierten sich, indem sie ihn zum Generalinspektor (entspricht einem Finanzminister) ernannten.
Damit er den Ministerposten annahm, stellte Galt eine Bedingung: Die Regierung sollte die Vereinigung der Kolonien in Britisch-Nordamerika zu einem föderalen Bundesstaat anstreben. Das Parlament gab seine Zustimmung und Galt reiste im Oktober 1858 nach London, um die Idee dem Colonial Office zu präsentieren. Dieses zeigte jedoch wenig Interesse, so dass er das Vorhaben vorerst zurückstellte. Ab Mai 1862 war Galt in der Opposition, bis er im März 1864 wieder seinen angestammten Ministerposten übernahm. Liberale und Konservative bildeten eine große Koalition, um das Bundesstaatsprojekt wieder in Gang zu bringen. Im September bzw. Oktober 1864 nahm Galt als Delegierter an der Charlottetown-Konferenz und an der Québec-Konferenz teil, wo entsprechende Verhandlungen stattfanden. Er setzte sich erfolgreich dafür ein, dass die Rechte religiöser Minderheiten im Bildungsbereich gewahrt bleiben würden.
Im Dezember 1866 nahm Galt an der Londoner Konferenz teil, um an der Ausarbeitung der Verfassung des neuen Staates mitzuwirken. Am 1. Juli 1867 wurde er von Premierminister John Macdonald zum Finanzminister des an diesem Tag gegründeten Staates Kanada ernannt. Bei der ersten kanadischen Unterhauswahl siegte er als liberal-konservativer Kandidat im Wahlbezirk Sherbrooke. Bereits im November 1867 trat er aus dem Kabinett aus, da er bei der versuchten Rettung einer insolventen Bank vom Premierminister keine Unterstützung erhalten hatte. 1872 trat er nicht mehr zur Unterhauswahl an. Im Mai 1880 wurde Galt zum ersten kanadischen Hochkommissar in Großbritannien ernannt. Diese diplomatische Funktion in der britischen Hauptstadt London übte er bis Juni 1883 aus.

### Weitere unternehmerische Tätigkeiten
In den 1880er Jahren wurde Galt wieder zu einem Unternehmer. 1881 erfuhr er von seinem Sohn Elliott, der in Regina als Indianeragent tätig war, von umfangreichen Kohlevorkommen im Süden der späteren Provinz Alberta. 1882 gründete er die North Western Coal and Navigation Company, deren Ziel es war, Kohle an die noch im Bau befindliche Canadian Pacific Railway zu liefern. Die Eröffnung mehrerer Minen und der Bau einer Grubenbahn führten zum Aufblühen der Siedlung Lethbridge, die sich in kurzer Zeit zu einer Stadt entwickelte. Aufgrund einer chronischen Krankheit zog sich Galt 1890 aus der Öffentlichkeit zurück. Galt starb 1893 und liegt auf dem Friedhof Mont-Royal in Montreal begraben.